# Ан ле Живињи
Ан ле Живињи (фр. Han-lès-Juvigny) насеље је и општина у североисточној Француској у региону Лорена, у департману Меза која припада префектури Верден.
По подацима из 2011. године у општини је живело 111 становника, а густина насељености је износила 20,4 становника/km². Општина се простире на површини од 5,44 km². Налази се на средњој надморској висини од 310 метара (максималној 308 m, а минималној 177 m).

## Демографија
| 1962. | 1968. | 1975. | 1982. | 1990. | 1999. | 2011. |
| ----- | ----- | ----- | ----- | ----- | ----- | ----- |
| 73    | 79    | 70    | 72    | 80    | 80    | 111   |

График промене броја становника у току последњих година